# Tele Atlas

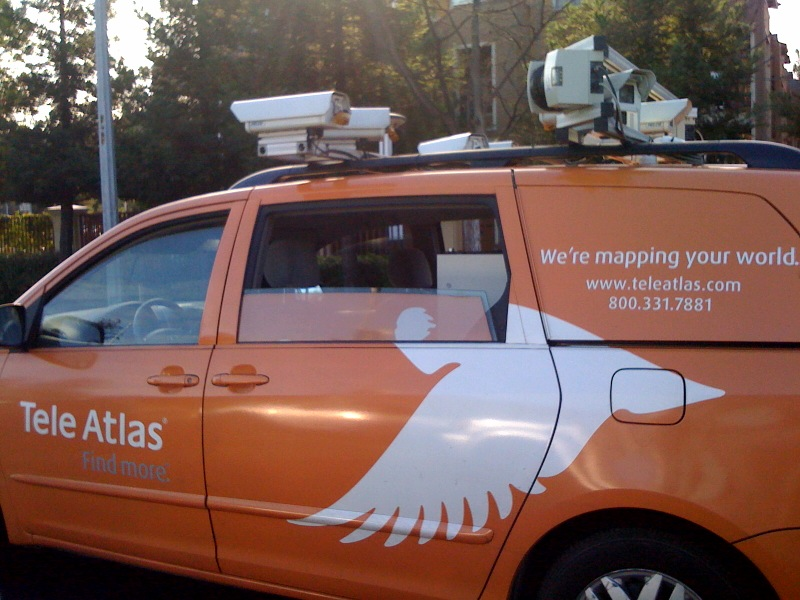
Camerawagen van Tele Atlas

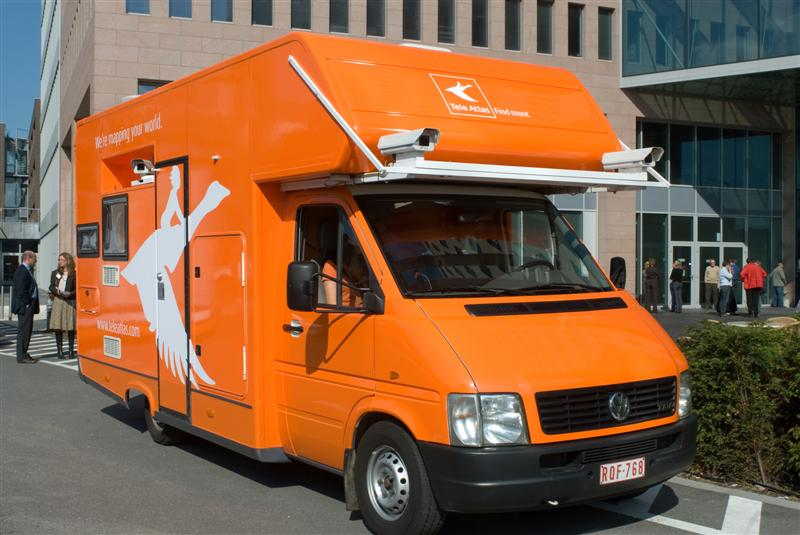
Camerawagen van Tele Atlas

Tele Atlas was een van oorsprong Nederlandse onderneming. Het werd opgericht in 1984 en werd in 2008 overgenomen door TomTom.

## Activiteiten
Tele Atlas was een van de twee marktleiders in de ontwikkeling van geografische databanken. Het bedrijf bood toepassingen zoals digitale kaarten voor GIS-applicaties, navigatiesystemen en Location Based Services. Daarenboven bood ze databases die het wegennetwerk van Europa, de Verenigde Staten, Canada en delen van Azië en Zuid-Amerika gedetailleerd bestreken. In 2007 realiseerde het bedrijf een omzet van € 308 miljoen en een winst van € 24,4 miljoen.
Tele Atlas werd in 1984 opgericht in 's-Hertogenbosch door Tom van Rijn. Vier jaar later werd er uitgebreid met een vestiging in België. Vanaf de jaren 90 werd er verder uitgebreid in andere landen en werden verwante bedrijven overgenomen. In het jaar 2000 verkreeg het bedrijf een beursnotering in Frankfurt am Main aan de Deutsche Börse. Men koos voor deze beurs omdat de voorwaarden voor startende technologiebedrijven beter waren. In november 2005 volgde uiteindelijk een notering aan Euronext in Amsterdam. Wereldwijd had het bedrijf anno 2007 zo'n 1628 mensen voltijds in dienst en cartografen onder contract in bijna 30 landen. Het hoofdkantoor bevond zich in 's-Hertogenbosch. Het regionale Europese kantoor was gevestigd in Gent in België.
De belangrijkste concurrent van Tele Atlas was het Amerikaanse NAVTEQ.

## Overname
In juli 2007 lanceerde TomTom een overnamebod op Tele Atlas. Eind oktober 2007 kwam de Amerikaanse concurrent Garmin met een tegenbod van in totaal € 2,3 miljard. Op 7 november 2007 verhoogde TomTom haar bod aanzienlijk tot € 2,9 miljard. Op 16 november 2007 trok Garmin haar bod terug, en leek TomTom de overnamestrijd te hebben gewonnen. Ook de Europese Commissie gaf het groene licht voor de overname. Op 10 juni 2008 vond de formele afhandeling van de overname plaats en de notering van Tele Atlas van de beurzen van Amsterdam en Frankfurt werd kort hierna beëindigd.
Tom van Rijn overleed op 88-jarige leeftijd in 2024.